# Gennadi Nikolajewitsch Timtschenko

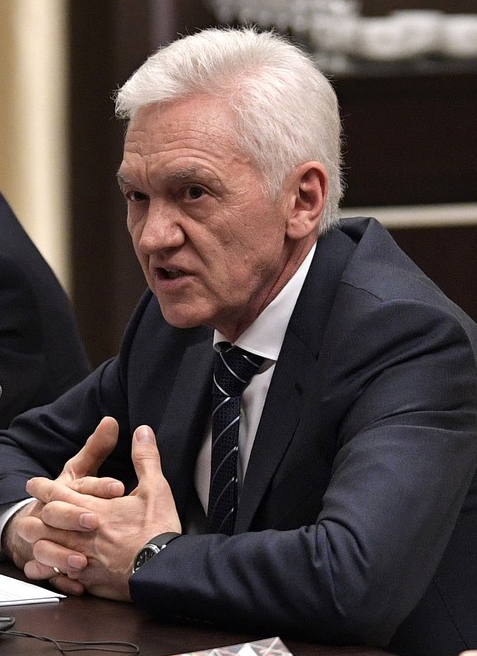
Gennadi Timtschenko (2018)

Gennadi Nikolajewitsch Timtschenko (russisch Геннадий Николаевич Тимченко, finnisch Gennadi Timtšenko, englisch Gennady Timchenko; * 9. November 1952 in Leninakan, Armenische SSR, Sowjetunion) ist ein russisch-finnischer Oligarch und Rohstoffhändler. Er gründete und besitzt die private luxemburgische Holding Volga Group. Zuvor war er Miteigentümer der zypriotischen Gunvor Group.
Er ist, wie auch die Gebrüder Boris und Arkadi Rotenberg, ein jahrzehntelanger Weggefährte, Geschäftspartner und enger Freund von Präsident Wladimir Putin.
Seit 20. März 2014 steht er auf der Sanktionsliste der USA, seit Ende Februar 2022 wurde er von der britische Regierung und der Europäischen Union mit Sanktionen belegt. Im Zusammenhang mit dem Überfall Russlands auf die Ukraine wurde sein Vermögen im Zugriffsbereich dieser Staaten eingefroren. Sein Vermögen schätzte Forbes 2022 auf über 12,7 Milliarden US-Dollar.

## Herkunft und Ausbildung
Gennadi Timtschenko wurde 1952 in Leninakan in der Armenischen SSR geboren. Sein Vater war sowjetischer Armeeangehöriger, der mehrmals versetzt wurde. 1959 zog die Familie in die DDR, Timtschenko war sechs Jahre alt. Während seines Aufenthalts in Ostdeutschland erwarb Timtschenkos seine Deutschkenntnisse. Etwa sieben Jahre später zog die Familie in die Ukraine. Timtschenko studierte am Mechanischen Institut von Sankt Petersburg und beendete sein Studium 1977. Danach soll er als Werkstattleiter in der Maschinenbaufabrik Ischorski Sawod gearbeitet haben. Wegen seiner Deutschkenntnisse habe er ins Exportgeschäft gewechselt.

## Werdegang
Timtschenko gehört zum Kreis der Putin-Vertrauten, die mit ihm in den neunziger Jahren in St. Petersburg zusammenarbeiteten. Von 1987 bis 1994 war er für das russische Unternehmen Kirischineftechimexport tätig. 1989 oder 1990 hatte er, nach eigener Darstellung, ein erstes Treffen mit Wladimir Putin. Später übernahm er eine leitende Funktion beim Handelsunternehmen Urals-Finland Oy. 1991 verlegte er dafür seinen Wohnsitz nach Finnland und wurde 1999 finnischer Staatsbürger. Bereits Anfang der neunziger Jahre war Timtschenko als Ölhändler tätig und erhielt durch den damaligen Vizebürgermeister Wladimir Putin Zugriff auf das Ölterminal von St. Petersburg. 1997 gründete Timtschenko mit dem Schweden Torbjörn Törnqvist die Ölhandelsfirma Gunvor.
Timtschenko profitierte im großen Stil von Putins Machtübernahme im Jahr 2000, als dieser begann, den Ölkonzern Yukos des Oligarchen Michail Chodorkowski zu zerschlagen. 2007 gründete Timtschenko die Volga Group mit Sitz in Luxemburg. Über sie erwarb er zunächst fünf Prozent am russischen Unternehmen Nowatek und erhöhte seinen Anteil durch Zukäufe bis Mai 2009 zunächst um 13 Prozent und bis 2012 wurde er mit 20,77 Prozent Großaktionär.
Mittels Beteiligungen an der Volga Group sowie an Gunvor sollen laut westlichen Geheimdiensten Milliarden ins Ausland geflossen sein, mit und für Wladimir Putin. Die Vermutung entbehre jeder Grundlage, heißt es dagegen von Gunvor. Timtschenko ist Großaktionär des 2003 gegründeten Eisenbahnunternehmen Transoil, eines der größten Eisenbahntransporteure von Öl und Ölprodukten in Russland mit Sitz in Sankt Petersburg. Transoil betreibt 34.000 Kesselwagen und 36 Lokomotiven. Darüber hinaus hält er Anteile am Petrochemie-Konzern Sibur, der von Putins Ex-Schwiegersohn Kirill  Schamalow geleitet wird.
Auch an wichtigen russischen Baufirmen ist Timtschenko beteiligt. Er profitierte von großen staatlichen Bauprojekten wie der Fußballweltmeisterschaft sowie den Olympischen Spielen, vor allem aber auch als Mehrheitsaktionär beim Baukonzern Stroitransgas, der für Gazprom Pipelines verlegt. Der staatlich kontrollierte größte russische Konzern und weltgrößte Energielieferant Gazprom wird von Alexej Miller geleitet, Putins früherem Assistenten in Sankt Petersburg. 2009 erwarb Timtschenko über Volga Resources Anteile an der Schwarzmeer und Ostsee Versicherungs-Aktiengesellschaft (SOVAG) in Hamburg. Nach Angaben des US-amerikanischen Forbes Magazine gehört Timtschenko zu den reichsten Russen. Um weniger Steuern zahlen zu müssen, verlegte er 2001 seinen Wohnsitz in die Schweiz.

## Geschäftliche Aktivitäten

### Gunvor International
Timtschenko ist (gemeinsam mit Torbjörn Törnqvist) Mitbegründer von Gunvor, einem in Zypern eingetragenen Unternehmen mit Tätigkeitsschwerpunkt Handel und Logistik in Verbindung mit dem internationalen Energiemarkt.
Gunvors Hauptgeschäftssitz befindet sich in Genf, Schweiz. Es verfügt außerdem über Geschäftssitze in Singapur, auf den Bahamas und in Dubai sowie über ein Netzwerk von Vertretungen auf der ganzen Welt. Das Unternehmen ist mit Handel, Transport, Lagerung und Optimierung von Petroleum und anderen Energieprodukten beschäftigt und verfügt außerdem über Investitionen an Ölterminals und Hafenanlagen. Seine Unternehmungen bestehen aus Sicherung vorgelagerten Rohöls und seinem Transport auf den Markt mit Pipelines und Tankern.
Das Unternehmen ist der weltweit viertgrößte Rohölhändler hinter Glencore, Vitol und Trafigura. Gunvors Gewinn betrug 2016 315 Mio. US$.
Gunvors russisches Ölhandelsgeschäft beläuft sich auf etwa ein Drittel des gesamten Handelsvolumens, und Gunvor bezieht Rohöl aus mehr als 35 Ländern in aller Welt.
Gunvors Handelspartner und Kunden umfassen acht der Top 10 und 17 der Top 20 der weltweit größten Öl- und Energieunternehmen. Gunvor arbeitet außerdem mit mehr als 50 höchstrangigen Finanzinstituten überall auf der Welt zusammen. Außerdem verfügt Gunvor mit der Clearlake Shipping Ltd über seine eigene Reederei, die laut Angaben von Unternehmensvertretern zu seiner führenden Stellung beim Ölhandel beiträgt.
Im Mai 2008 behauptete er öffentlich, dass seine „mehr als zwanzigjährige Karriere in der Ölindustrie nicht auf Gefallen oder politischen Verbindungen aufgebaut worden“ sei.
Ende Juli 2009 entschuldigte sich das britische Wirtschaftsmagazin The Economist in einem Artikel bei Timtschenko bezüglich der Anschuldigungen zu Bestechungsgeldern, die zuvor im November 2008 in dem Artikel Grease my palm über die „neue Korruption“ in Russland gemacht worden waren. Die Redaktion des Economist wies ausdrücklich darauf hin, dass diese Anschuldigungen sich nicht auf Gunvor und Timtschenko beziehen würden und dass die Redaktion jedes Missverständnis in dieser Hinsicht bedaure.
Im Gegenzug zog Timtschenko seine Klage vor einem britischen Gericht zurück, die er gegen den Economist eingereicht hatte. Sein britischer Rechtsanwalt Michael Prescott, der Timtschenko in dieser Sache vertrat, hatte zuvor im März 2009 dem Guardian gegenüber formuliert, Timtschenko sei es satt, dass über ihn und Gunvor ständig unwahre Geschichten verbreitet würden und dass man der Verhandlung gelassen entgegensehe.
Angesichts angekündigter westlicher Sanktionen aufgrund der völkerrechtswidrigen Annexion der Krim durch Russland verkaufte Timtschenko im März 2014 seinen Anteil an seinen Partner Torbjörn Törnqvist, der somit 87 % der Anteile hält.

### Volga Resources Group
Die Volga Group verwaltet die Vermögenswerte von Timtschenko und Familie. Sie tätigt Investitionen in den Bereichen Finanzdienstleistungen, Industrie, Bauwesen, Handel und Logistik, Konsumgüter und Energie. Die Holding wurde 2007 in Luxemburg gegründet. Zweck der Holding ist „in übertragbare Wertpapiere sowie andere Vermögenswerte und Finanzinstrumente zu investieren […], um den Teilhabern langfristiges Kapitalwachstum zu ermöglichen“.
2013 stellte er beim Internationalen Wirtschaftsforum in St. Petersburg seine neue Investmentgruppe Volga Group vor, die seine Beteiligungen und Management zusammenfasst, sowie seine Managementgesellschaft Volga Advisors, welche die Unternehmen in der Volga Group überwachen und unterstützen wird. Gennadi Timtschenko hat mehrere Interviews gegeben, in denen er über die Strategie dieser Unternehmen sprach. Er bemerkte, dass sich seine Gruppe in den nächsten Jahren auf die Entwicklung von Infrastrukturprojekten in Russland konzentrieren wird. Der Unternehmer glaubt, dass es derzeit einen Investitionsmangel auf diesem Sektor gibt und dass die Investition Dividenden abwerfen wird.

### Nowatek
Im Oktober 2008 kündigte Timtschenko an, dass Volga Resources 5 % der Anteile an der Gasfördergesellschaft Nowatek für geschätzt 500 Millionen US$ erworben habe. Im Mai 2009 gab Volga Resources bekannt, dass sie dem Erwerb von 13,13 % an Nowatek zugestimmt habe und dass Timtschenko in den Vorstand von Nowatek gewählt worden sei. Volga Resources besaß 2014 einen Anteil von 23,5 % an der Gesellschaft.

### Stroitransgas
Timtschenkos Familie besitzt mindestens fünfzig Prozent des Baukonzerns Stroitransgas, der international Großprojekte abwickelt, insbesondere den Bau von Pipelines, Stromnetzen, Autobahnen und Stadien. Aufträge bekommt er von Gazprom. Beim Bau der verpolitisierten Grossprojekte von Gazprom konnte Timtschenko gute Erträge generieren.

## Vermögen
Laut Forbes Magazine gehört Timtschenko zu den reichsten Menschen in Russland und der Welt:
|                     | 2008 | 2009 | 2010 | 2011 | 2012 | 2013 | 2014 | 2015 | 2022 |
| ------------------- | ---- | ---- | ---- | ---- | ---- | ---- | ---- | ---- | ---- |
| Vermögen (Mrd. $)   | 2,5  | 0,4  | 1,9  | 5,5  | 9,1  | 14,1 | 15,3 | 10,7 | 12,7 |
| Weltrangliste       | 462  | —    | 536  | 185  | 99   | 62   | 61   | 118  | 78   |
| Russische Rangliste | 43   | 98   | 36   | 26   | 12   | 9    | 6    | 9    |      |

Laut einer Publikation des russischen Medienkonzerns RBK belief sich Timtschenkos Vermögen 2012 auf 24,6 Mrd. US$.
Neben seinem Geschäftsvermögen verfügt Timtschenko laut Medienberichten auch über Grundbesitz in Genf in der Schweiz, der sich auf etwas über 1 ha Land und eine Innenfläche von 341 m² beläuft. Laut Katasteramt Genf betrug der Kaufpreis des Grundbesitzes 8,4 Mio. SFR (zum Zeitpunkt des Kaufs 2001 etwa 11 Mio. US$).
Sein Einkommen hat sich laut der finnischen Finanzbehörden von 1999 bis 2001 verzehnfacht. 2001 gab er ein Einkommen von 4,9 Mio. € an. Wegen seiner hohen Steuerbelastung zog Gennadi Timtschenko 2002 in die Schweiz.

## Sanktionen
Am 20. März 2014 wurde Timtschenko im Zuge der völkerrechtswidrigen Annexion der Krim durch Russland und den russischen Krieg in der Ukraine und seiner Nähe zu Präsident Putin auf die Sanktionsliste der USA gesetzt. Im April 2014 setzte die US-amerikanische Regierung Timtschenko auf eine Sanktionsliste infolge der Ukraine-Krise, die Timtschenko die Einreise in die Vereinigten Staaten verbietet.
Ende Februar 2022, nachdem Putin die Krise in der Ukraine eskalierte, verhängte die britische Regierung Sanktionen gegen Timtschenko. Sein Vermögen in Großbritannien wurde eingefroren und es wurde ihm die Einreise untersagt. Am 28. Februar 2022 setzte die Europäische Union ihn im Zusammenhang mit dem Überfall Russlands auf die Ukraine 2022 auf die schwarze Liste und ließ sein Vermögen einfrieren. Timtschenkos Yacht Lena wurde von italienischen Behörden im Zuge der Sanktionen in Sanremo beschlagnahmt.

## Persönliches und Privates

### Familie
Timtschenko ist verheiratet und hat mit seiner Ehefrau Jelena drei Kinder. Die Familie lebt bzw. lebte in Cologny bei Genf. Sie bewohnten dort eine im Jahr 2014 auf 18 Millionen Franken geschätzte Villa. Zudem kaufte die Familie mehrere Ferienhäuser und Hotels in Frankreich. Zu ihrem Lebensstil gehörte auch eine Privatjet-Flotte, die seit 2014 vom amerikanischen Hersteller nicht mehr gewartet wird. Laut Forbes soll Timtschenko heute (2022) seinen Wohnsitz in Moskau haben. 2021 wurde er noch vom Wirtschaftsmagazin Bilanz in der Liste der reichsten Schweizer geführt.

### Staatsbürgerschaft
Seit März 2014 lebt Timchenko in Moskau, während seine Familie in der Schweiz lebt. Die internationale Ausgabe der finnischen Zeitung Helsingin Sanomat berichtete 2004, dass Timtschenko die finnische Staatsbürgerschaft erworben habe, jedoch seit 2001 in Cologny bei Genf lebe. 1999 habe er die russische Staatsbürgerschaft aufgegeben und sei finnischer Staatsbürger geworden, sagte Timtschenko in einem Interview. Er habe nie ein Geheimnis aus seiner Doppelstaatsbürgerschaft gemacht und alles sei im Rahmen geltender Gesetze abgelaufen (Interview mit der russischen Nachrichtenagentur TASS 2014). Die Bedingungen für Reisende mit russischem Pass seien in den 1990er Jahren schwierig gewesen, so Timchenko.

### Gesellschaftliches Engagement
Durch sein Vermögen ist Timtschenko in der Lage, sich als Philanthrop zu betätigen. Das Ehepaar Timtschenko hat sich in der Vergangenheit in verschiedenen, von ihnen kontrollierten wohltätigen Projekten engagiert. So gründete er 2008 gemeinsam mit seiner Ehefrau in Genf die Neva-Stiftung zur Förderung kultureller Projekte in der Schweiz und in Russland. Im Jahr 2010 gründete das Ehepaar die Ladoga-Stiftung, die sich der Förderung älterer Menschen sowie kulturellem Erbe widmet. Diese Stiftung wurde später in Jelena und Gennadi Timtschenko-Stiftung umbenannt.
Seit 2011 ist er Präsident des Eishockeyklubs SKA Sankt Petersburg. Timtschenko ist eng mit dem russischen Präsidenten Wladimir Putin befreundet.
Im Juli 2012 wurde Timtschenko zum Vorsitzenden des Verwaltungsrates (Board of Directors) der supranationalen Kontinentalen Hockey-Liga gewählt. In der Schweiz zählte er zu den Gönnern des Grand Théâtre de Genève und des Eishockeyclubs Servette. 2013 erhielt er in Frankreich den Orden der Ehrenlegion.
Darüber hinaus ist Timtschenko seit 2012 Mitglied im Kuratorium des Jüdischen Museums und Zentrums für Toleranz in Moskau.